# Historie výzkumu vakcín proti covidu-19

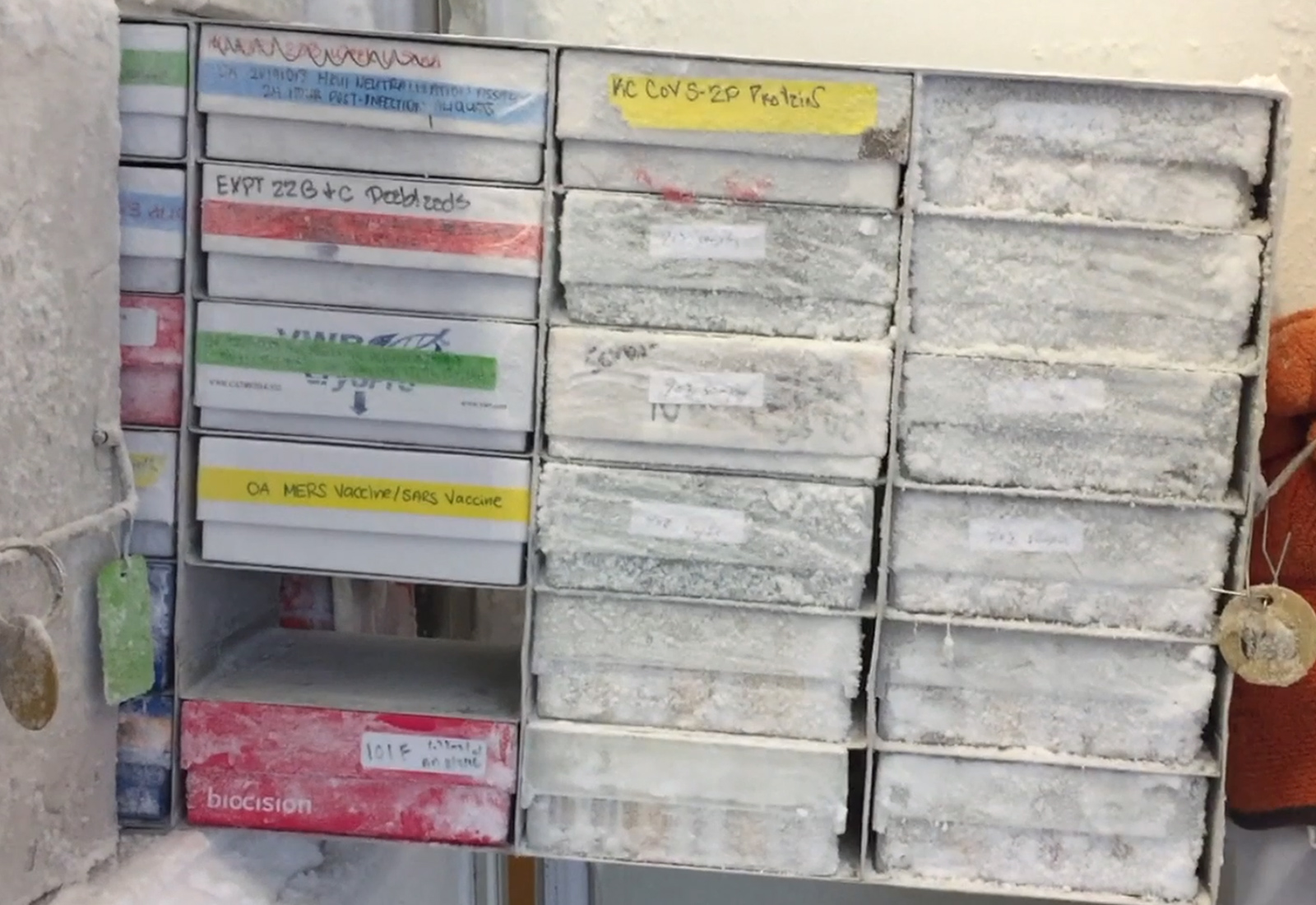
Výzkumné vzorky vakcíny COVID-19 v laboratorním mrazáku NIAID (30. ledna 2020)

SARS-CoV-2 (koronavirus 2 těžkého akutního respiračního syndromu), virus způsobující covid-19, byl izolován na konci roku 2019. Ke zveřejnění jeho genetické sekvence došlo 11. ledna 2020. Vyvolalo to naléhavou mezinárodní odezvu na urychlení vývoje ochranné vakcíny proti covidu-19. Od roku 2020 byl vývoj vakcín urychlen díky bezprecedentní spolupráci mezi členy nadnárodního farmaceutického průmyslu a mezi vládami. Do června 2020 korporace, vlády, mezinárodní zdravotnické organizace a univerzitní výzkumné skupiny investovaly desítky miliard dolarů do vývoje desítek kandidátů na vakcínu a do přípravy globálních očkovacích programů proti infekci covidu-19. Podle Koalice pro inovativní epidemickou připravenost se na geografickém rozložení vývoje vakcíny ukazuje, že severoamerické subjekty mají asi 40 % aktivity ve srovnání s 30 % v Asii a Austrálii, 26 % v Evropě a několika projekty v Jižní Americe a Africe.
V únoru 2020 Světová zdravotnická organizace sdělila, že neočekává dostupnost vakcíny proti SARS-CoV-2 za méně než 18 měsíců. Virolog Paul Offit poznamenal, že při zpětném pohledu byl vývoj bezpečné a účinné vakcíny během 11 měsíců pozoruhodným počinem. Rychle rostoucí míra infekce covidu-19 po celém světě během roku 2020 podnítila mezinárodní aliance a vlády, aby urychleně zajistily zdroje na výrobu více vakcín ve zkrácených lhůtách, přičemž čtyři kandidáti na vakcínu byli použiti v březnu v klinickém hodnocení u lidí.
Dne 24. června 2020 schválila Čína vakcínu CanSino pro omezené použití v armádě a dvě inaktivované virové vakcíny pro nouzové použití ve vysoce rizikových povoláních. Dne 11. srpna 2020 Rusko oznámilo schválení své vakcíny Sputnik V pro nouzové použití, ačkoli o měsíc později bylo distribuováno pouze malé množství vakcíny pro použití mimo studii fáze 3.
Partnerství Pfizer–BioNTech předložilo 20. listopadu 2020 americkému Úřadu pro kontrolu potravin a léčiv žádost o registraci pro nouzové použití mRNA vakcíny BNT162b2. Dne 2. prosince 2020 Agentura pro regulaci léčiv a zdravotnických produktů Spojeného království vydala dočasné schválení pro vakcínu Pfizer–BioNTech a stala se tak první zemí, která vakcínu schválila, a první zemí v západním světě, která schválila použití vůbec jakékoli vakcíny proti covidu-19. K 21. prosinci 2020 mnoho zemí a Evropská unie povolily nebo schválily vakcínu Pfizer–BioNtech. Bahrajn a Spojené arabské emiráty udělily nouzovou registraci vakcíně Sinopharm BIBP. Dne 11. prosince 2020 udělila FDA povolení k nouzovému použití pro vakcínu Pfizer. O týden později schválila nouzové použití mRNA-1273 vakcíny Moderna.
Dne 31. března 2021 oznámila ruská vláda, že zaregistrovala první vakcínu proti covidu-19 pro zvířata. Nese název Carnivac-Cov a jde o inaktivovanou vakcínu pro masožravá zvířata, včetně domácích mazlíčků, zaměřenou na prevenci mutací, ke kterým dochází při mezidruhovém přenosu SARS-CoV-2.

## Plánování a investice
Od roku 2020 byl vývoj vakcín urychlen díky spolupráci v nadnárodním farmaceutickém průmyslu a mezi vládami. Podle Koalice pro inovativní epidemickou připravenost (KPIEP) se na geografickém rozložení vývoje vakcíny ukazuje, že severoamerické subjekty mají asi 40 % aktivity ve srovnání s 30 % v Asii a Austrálii, 26 % v Evropě a několika projekty v Jižní Americe a Africe.
Závazek provést první testování kandidátské vakcíny na lidech představuje pro vývojáře vakcín značné náklady, odhadují se na částku od 14 do 25 milionů amerických dolarů za obvyklou fázi I klinického programu, ale možná je to až 70 milionů dolarů. Pro srovnání, během epidemie viru Ebola v letech 2013–2016 bylo ve zrychleném řízení vyvíjeno 37 druhů vakcín, z nichž pouze jedna dostala licenci. Celkové náklady klinického hodnocení fáze II–III pro potvrzení účinnosti vakcíny se vyšplhaly přibližně na miliardu dolarů.

### Mezinárodní organizace

#### Přístup k prostředkům urychlujícím výzkum covidu-19
Přístup k prostředkům urychlujícím výzkum covidu-19, neboli Globální spolupráce za účelem urychlit vývoj, výrobu a nestranný přístup k novým diagnostickým a terapeutickým metodám a vakcínám proti covidu-19 (ACT), je iniciativou skupiny G20, kterou oznámil její předseda Mohammed al-Jadaan dne 24. dubna 2020. Ve stejný den publikovala výzvu také Světová zdravotnická organizace.
ACT je sítí pro spolupráci, ne novou organizací nebo řídícím orgánem; byl ustaven v odpověď na výzvu vůdců G20 v březnu 2020 a spuštěn Světovou zdravotnickou organizací (SZO), Evropskou komisí a Nadací Billa a Melindy Gatesových v dubnu 2020.
Dne 10. září spoluhostily Spojené národy a Evropská unie zahajovací schůzi ACT, kterému byly přiděleny 2,7 miliardy dolarů z celkové částky 35 miliard nutných k zajištění dvou miliard dávek vakcíny proti covidu-19, 245 milionů ošetření a 500 milionů testů, které iniciativa považuje za nezbytné k potlačení pandemie a rychlému uzdravení globální ekonomiky. Sir Andrew Witty a doktor Ngozi Okonjo-Iweala přijali od SZO role speciálních vyslanců ACT. Trumpova správa Spojených států v roce 2020 odmítla poskytnout finanční podporu SZO a ACT, ale 21. ledna 2021 po inauguraci prezidenta Joe Bidena ji Spojené státy poskytly organizacím SZO a COVAX.

### Národní vlády
Kanada oznámila vytvoření fondu v hodnotě 275 milionů kanadských dolarů na financování 96 výzkumných  projektů v kanadských společnostech a univerzitách s cílem vytvořit banku vakcín, která by mohla být použita při opětovném propuknutí koronaviru. Další vklad v hodnotě 1,1 miliardy přispěl na podporu klinických zkoušek a vývoj výrobních a dodavatelských řetězců vakcín. Dne 4. května se kanadská vláda zavázala poskytnout 850 milionů na živé vysílání SZO, které si kladlo za cíl získat 8 miliard na vakcíny a celkovou připravenost čelit nákaze covidem-19.
Čína prostřednictvím své centrální banky poskytla nízkoúrokové půjčky vývojáři vakcíny a rychle společnosti dala k dispozici pozemky na výstavbu výrobních závodů. Vývoj šesti z jedenácti kandidátů na vakcínu vytvořených čínskými firmami dosáhl do června 2020 raného stadia testování na lidech. Vláda finančně podporuje tři čínské společnosti pro výrobu vakcín a vědecké instituce při jejich výzkumu, provádění klinických zkoušek a výrobě nejslibnějších kandidátů; požaduje rychlé důkazy o účinnosti, kterou upřednostňuje před bezpečností. Dne 18. května Čína přislíbila 2 miliardy amerických dolarů na podporu SZO, která usiluje o programy proti covidu-19. Dne 22. července Čína oznámila, že zamýšlí poskytnout jako půjčku miliardu dolarů na zpřístupnění vakcíny pro Latinskou Ameriku a Karibik. Dne 24. srpna oznámil čínský premiér Li Keqiang, že poskytne Kambodži, Laosu, Myanmaru, Thajsku a Vietnamu prioritní přístup k vakcíně, jakmile bude distribuována.

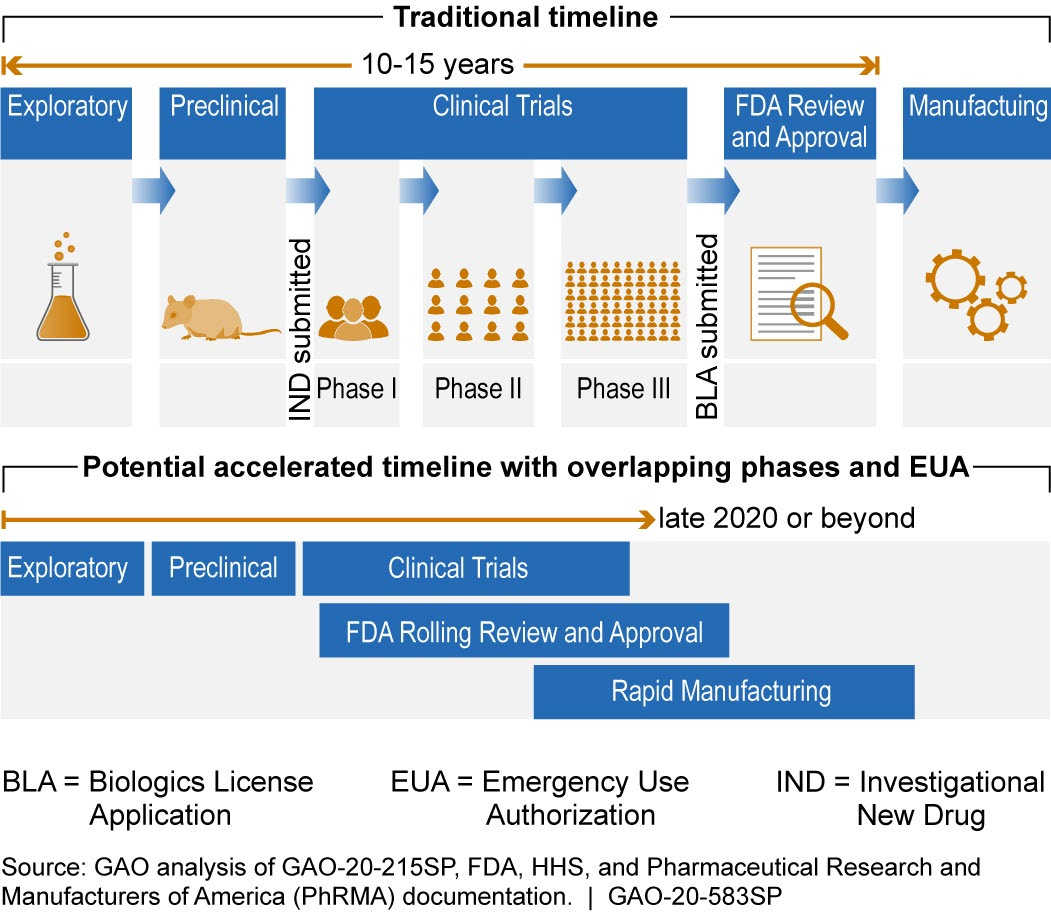
Diagram úřadu vlády USA pro odpovědnost srovnávající tradiční časovou osu vývoje vakcíny s možnou urychlenou časovou osou

Spojené království vytvořilo v dubnu 2020 pracovní skupinu pro vakcíny proti covidu-19, aby podpořilo místní úsilí o urychlený vývoj vakcíny za spolupráce průmyslu, univerzit a vládních agentur. Měla se týkat každé fáze klinického vývoje od výzkumu po výrobu. Vývoj vakcíny na Oxfordské univerzitě a Imperial College London byl financován 44 miliony britských liber.
Federální agentura Biomedical Advanced Research and Development Authority (BARDA) ve Spojených státech, která financuje technologie pro boj s nemocemi, oznámila investice ve výši téměř 1 miliardy amerických dolarů na podporu amerického vývoje vakcíny a výroby nejslibnějších kandidátů. Dne 16. dubna investovala BARDA 483 milionů do vývojářské společnosti Moderna a jejího partnera Johnson & Johnson. Poté vyčlenila další 4 miliardy na vývoj. Ty budou hrát do roku 2021 roli ve vývoji a klinickém testování šesti až osmi kandidátů na vakcíny pro společnosti jako Sanofi Pasteur a Regeneron. Dne 15. května vláda oznámila financování zrychleného programu nazvaného Operation Warp Speed, jehož cílem bylo otestovat do podzimu 2020 více kandidátů vakcín v klinických studiích a do ledna 2021 vyrobit 300 milionů dávek licencované vakcíny. Hlavním poradcem projektu byl Moncef Slaoui a jeho provozním ředitelem generál Gustave Perna. V červnu tým Warp Speed uvedl, že bude spolupracovat se sedmi společnostmi. Jsou to: Moderna, Johnson & Johnson, Merck, Pfizer, Oxfordská univerzita ve spolupráci s AstraZeneca a dvě další, ačkoliv Pfizer později uvedl, že „všechny investice do výzkumu a vývoje provedla společnost Pfizer na vlastní riziko“.

### Farmaceutické společnosti
Velké farmaceutické společnosti se zkušenostmi s výrobou vakcín ve velkém, včetně Johnson & Johnson, AstraZeneca a GlaxoSmithKline (GSK), vytvořily spojenectví s biotechnologickými společnostmi, vládami a univerzitami, aby urychlily postup k účinné vakcíně. Aby spojila finanční a výrobní možnosti pro pandemii s technologií adjuvovaných vakcín, spojila se GSK se Sanofi do partnerství nadnárodních společností na podporu urychleného vývoje vakcín.
Do června 2020 korporace, vlády, mezinárodní zdravotnické organizace a univerzitní výzkumné skupiny investovaly desítky miliard dolarů do vývoje desítek kandidátů na vakcínu a přípravy na globální očkovací programy proti covidu-19. Firemní investice a potřeba vytvářet hodnotu pro veřejné akcionáře vyvolaly obavy z tržně založeného přístupu ve vývoji vakcín, z vysokých cen případných licencovaných vakcín a z přednostního přístupu k distribuci nejprve do bohatých zemí a malé nebo žádné distribuce tam, kde je pandemie nejagresivnější, jak lze očekávat u hustě osídlených, zbídačených zemí, které si nemohou dovolit očkování. Spolupráce Oxfordské univerzity s AstraZeneca vyvolala obavy z ceny a sdílení případných zisků z mezinárodních prodejů vakcín; obavy pramenily z toho, zda britská vláda a univerzita jako veřejné instituce mají právo na obchodní zisk. AstraZeneca uvedla, že počáteční cena vakcíny nebude zahrnovat ziskovou marži společnosti po dobu šíření pandemie.
V červnu uzavřela AstraZeneca dohodu o 750 milionech amerických dolarů. Týká se Koalice pro inovativní epidemickou připravenost a Gavi, the Vaccine Alliance; budou vyrábět a distribuovat 300 milionů dávek, pokud by se její kandidát na vakcínu ukázal jako bezpečný a účinný, čímž by se údajně zvýšila celková výrobní kapacita společnosti na více než 2 miliardy dávek ročně. Komercializace pandemických vakcín je vysoce rizikový obchodní podnik, který může znamenat ztrátu miliardy dolarů na vývoj a náklady na výrobu před uvedením na trh, pokud se kandidátní vakcíny neprokážou jako bezpečné a účinné. Společnost Pfizer uvedla, že nemá zájem o vládní partnerství, protože to považuje za zpomalení pokroku třetí stranou. Dále existují obavy, že programy rychlého rozvoje – jako Operace Warp Speed – si vybírají kandidáty spíše pro jejich výrobní výhody než pro optimální bezpečnost a účinnost.

## Vývoj
CEPI klasifikuje fáze vývoje vakcín jako „průzkumné“ (plánování a navržení kandidáta bez hodnocení in vivo), „preklinické“ (hodnocení in vivo s přípravou výroby sloučeniny k testování na lidech) nebo zahajovací fáze I, tj. bezpečnostní studie u zdravých lidí. Do září probíhal vývoj celkem 321 kandidátů na vakcínu, buď jako potvrzené projekty v klinických studiích, nebo v rané fázi „průzkumného“ či „preklinického“ vývoje.

### Raný vývoj

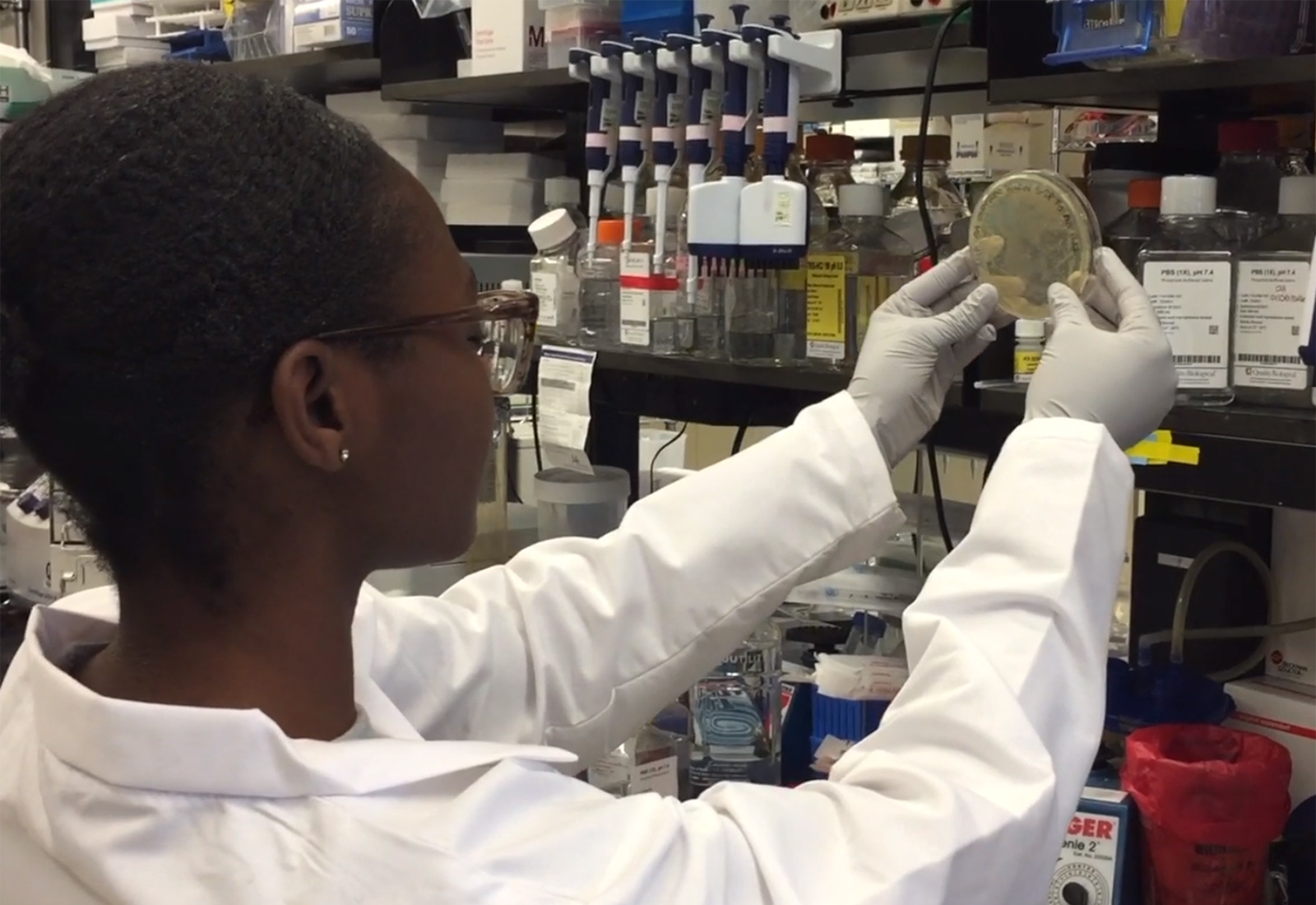
Vědec NIAID (NIH) zabývající se výzkumem vakcíny proti covidu-19, si prohlíží Petriho misku s agarem (30. ledna 2020)

Izolování koronaviru v prosinci 2019 a zveřejnění jeho genetické sekvence 11. ledna 2020 vyvolaly naléhavou mezinárodní výzvu připravit se na pandemii a urychlit vývoj preventivní vakcíny.
V únoru 2020 WHO uvedla, že neočekává dostupnost vakcíny proti těžkému akutnímu respiračnímu syndromu spojenému s coronavirem 2 (SARS-CoV-2), za méně než 18 měsíců. Rychlý nárůst covidu-19 po celém světě během roku 2020 podnítil mezinárodní aliance a vládní organizace, aby urychleně uspořádaly zdroje na výrobu více vakcín ve zkrácených lhůtách, přičemž klinická hodnocení čtyř kandidátů na vakcínu byla u lidí zahájena v březnu (viz tabulku zahájených klinických studií v roce 2020, níže).
Do dubna 2020 na této virtuální zlaté horečce pracovalo „téměř 80 společností a institutů v 19 zemích“. Rovněž v dubnu CEPI odhadlo, že mezinárodní koalice by měly pro klinický výzkum fáze II–III vybrat až šest kandidátů na vakcínu a tři z nich by měli projít regulačním a kvalitativním řízením pro případné licencování s celkovými náklady alespoň 2 miliardy amerických dolarů. Další analýza odhaduje, že deset kandidátů by mělo projít souběžným počátečním vývojem, než z nich bude vybráno několik pro konečnou cestu k licencování.

### Úsilí o kyberšpionáž
V červenci 2020 britské Národní centrum kybernetické bezpečnosti, kanadské Communications Security Establishment, Agentura pro kybernetickou bezpečnost a bezpečnost infrastruktury Ministerstva pro vnitřní bezpečnost USA a Národní bezpečnostní agentura (NSA) vydaly společné prohlášení, v němž uvedly, že hackeři podporovaní ruským státem, konkrétně Cozy Bear (APT29), se pokoušeli ukrást výsledky výzkumu léčby covidu-19 a vakcín z akademických a farmaceutických institucí v jiných zemích. Rusko toto tvrzení popřelo, ale má za sebou historii kybernetické špionáže a kybernetických útoků na zahraniční cíle. V listopadu 2020 Microsoft oznámil, že ruská státem podporovaná hackerská skupina Fancy Bear (APT28) a severokorejské státem podporované hackerské skupiny přezdívané „Zinc“ a „Cerium“ byly zapleteny do nedávných kyberútoků proti vědcům vyvíjejícím vakcínu proti covidu-19 (včetně Kanady, Francie, Indie, Jižní Koreje a USA) a také proti Světové zdravotnické organizaci a že kyberútočníci použili jak hrubou sílu, tak techniky phishingu k prolomení počítačových systémů. Microsoft oznámil, že cílem bylo nejméně devět zdravotnických institucí a že některé pokusy byly úspěšné. V únoru 2021 poskytla jihokorejská národní zpravodajská služba členům jihokorejského parlamentu brífink za zavřenými dveřmi o severokorejském úsilí ukrást technologii vakcíny proti covidu-19 od společnosti Pfizer.

### Preklinický výzkum

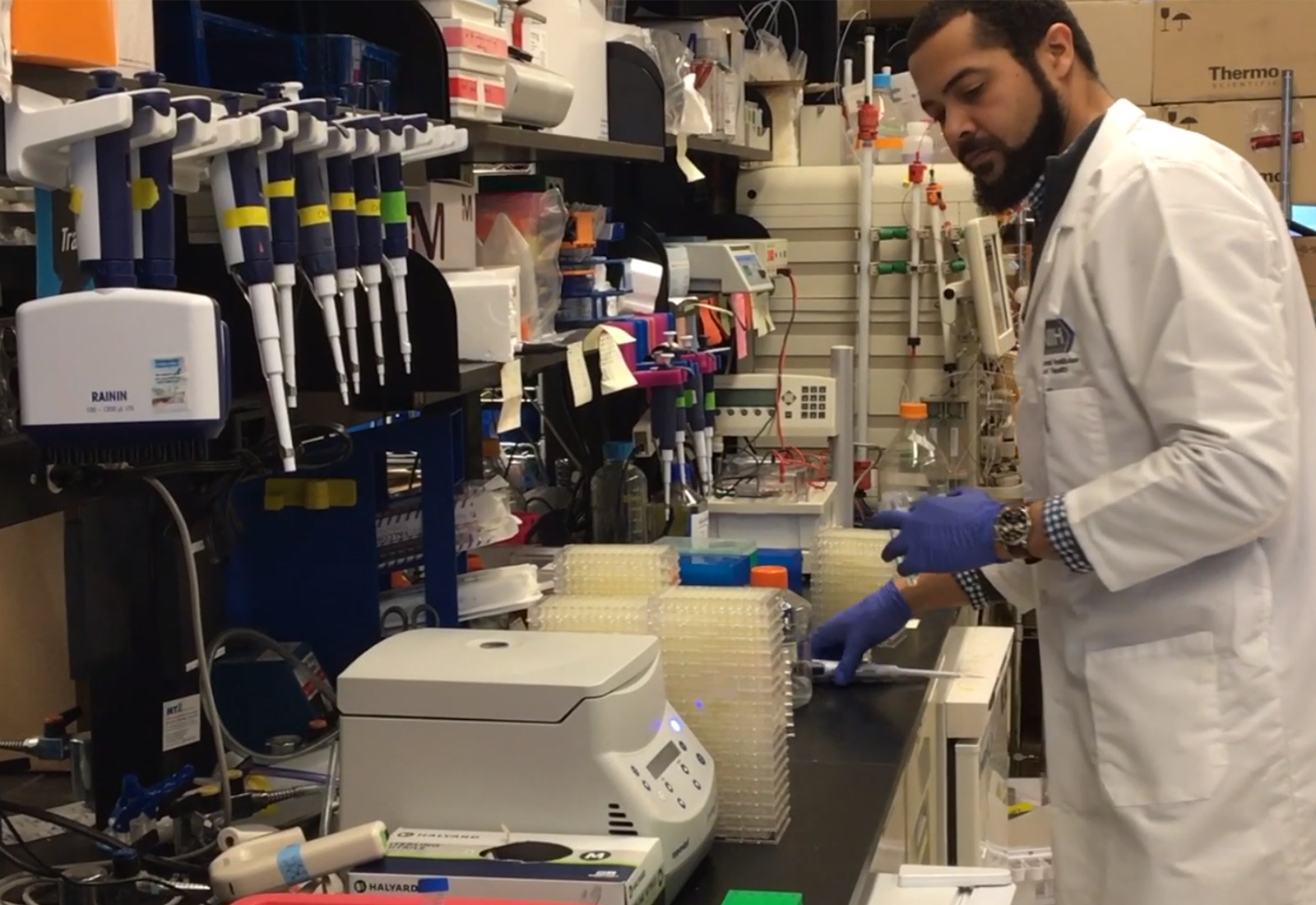
Vědec NIAID (NIH) vyvíjí vakcínu proti covidu-19. (30. ledna 2020)

V dubnu 2020 vydala WHO jménem desítek vědců z celého světa zabývajících se vakcínami  prohlášení, ve kterém se zavázala ke spolupráci na urychlení vývoje vakcíny proti covidu-19. Koalice WHO podporuje mezinárodní spolupráci mezi organizacemi, které vyvíjejí kandidáty na vakcínu, národními regulačními a politickými agenturami, finančními přispěvateli, asociacemi veřejného zdraví a vládami pro případnou výrobu úspěšné vakcíny v množství, které bude dostatečné pro zásobování všech postižených regionů, zejména chudých zemí.
Průmyslová analýza dosavadního vývoje vakcín ukazuje míru selhání 84–90 %. Vzhledem k tomu, že covid-19 je nový cílový virus, jehož vlastnosti jsou stále objevovány a vyžadují inovativní technologie a vývojové strategie, jsou rizika spojená s vývojem úspěšné vakcíny ve všech krocích preklinického a klinického výzkumu vysoká.
K posouzení potenciálu účinnosti vakcíny se během roku 2020 na nadnárodní úrovni vyvíjejí bezprecedentní počítačové simulace a nové zvířecí modely specifické pro covid-19; tyto metody je však potřeba otestovat neznámými charakteristikami viru covidu-19. Z potvrzených aktivních kandidátů na vakcínu je asi 70 % vyvíjeno soukromými společnostmi a zbývající projekty jsou v kompetenci akademických, vládních a zdravotnických organizací.
Většina vývojářů vakcín jsou malé firmy nebo univerzitní výzkumné týmy s nevelkými zkušenostmi, pokud jde o úspěšné plánování vakcín, a s omezenou kapacitou z hlediska rozsáhlých nákladů na klinické hodnocení a výrobu bez partnerství s nadnárodními farmaceutickými společnostmi.
Historicky je pravděpodobnost, že kandidát na vakcínu proti infekčním chorobám překoná preklinické bariéry a dosáhne fáze I klinického testování na lidech, 41–57 %.

### Výzvy
Rychlý vývoj a naléhavost výroby vakcíny pro pandemii covidu-19 může zvýšit její rizika a selhání bezpečnosti a účinnosti. Jedna studie zjistila, že mezi lety 2006 a 2015 byla úspěšnost schválení klinických hodnocení od fáze I po fázi III u vakcín 16,2 % a CEPI poukazuje na potenciální úspěšnost pouze 10 % u kandidátů na vakcínu v roce 2020.
Výzkumu na univerzitách klade překážky fyzická vzdálenost a uzavírání laboratoří.

#### Biologická bezpečnost
Časný výzkum k posouzení účinnosti vakcíny na zvířecích modelech specifických pro covid-19, jako jsou ACE2 – transgenní myši, jiná laboratorní zvířata a subhumánní primáti, naznačuje nutnost zajištění biologické bezpečnosti úrovně 3 pro manipulaci s živými viry a mezinárodní koordinaci k zajištění standardizovaných bezpečnostních postupů.

#### Zesílení závislé na protilátce
Ačkoli produkce protilátek vzbuzená danou vakcínou je ve své kvalitě a kvantitě určena k potlačení infekce covidu-19, vakcína může mít nezamýšlený opačný účinek tím, že způsobí zesílení onemocnění závislého na protilátkách (ADE): dochází při tom ke zvýšení vazby viru na jeho cílové buňky a může dojít k cytokinové bouři, pokud je očkovaná osoba později napadena virem. Technologická platforma vakcín (například virová vektorová vakcína, spike (S) proteinová vakcína nebo proteinová podjednotková vakcína), dávka vakcíny, načasování opakovaných vakcinací pro možnou recidivu infekce a vyšší věk jsou faktory určující riziko a rozsah ADE.  Protilátková odezva na vakcínu má několik proměnných: vakcinační technologii ve vývoji, to, s jakou přesností je vakcína zacílena, a výběr způsobu podání (intramuskulární, podkožní, ústní nebo nosní).

## Zkoušky

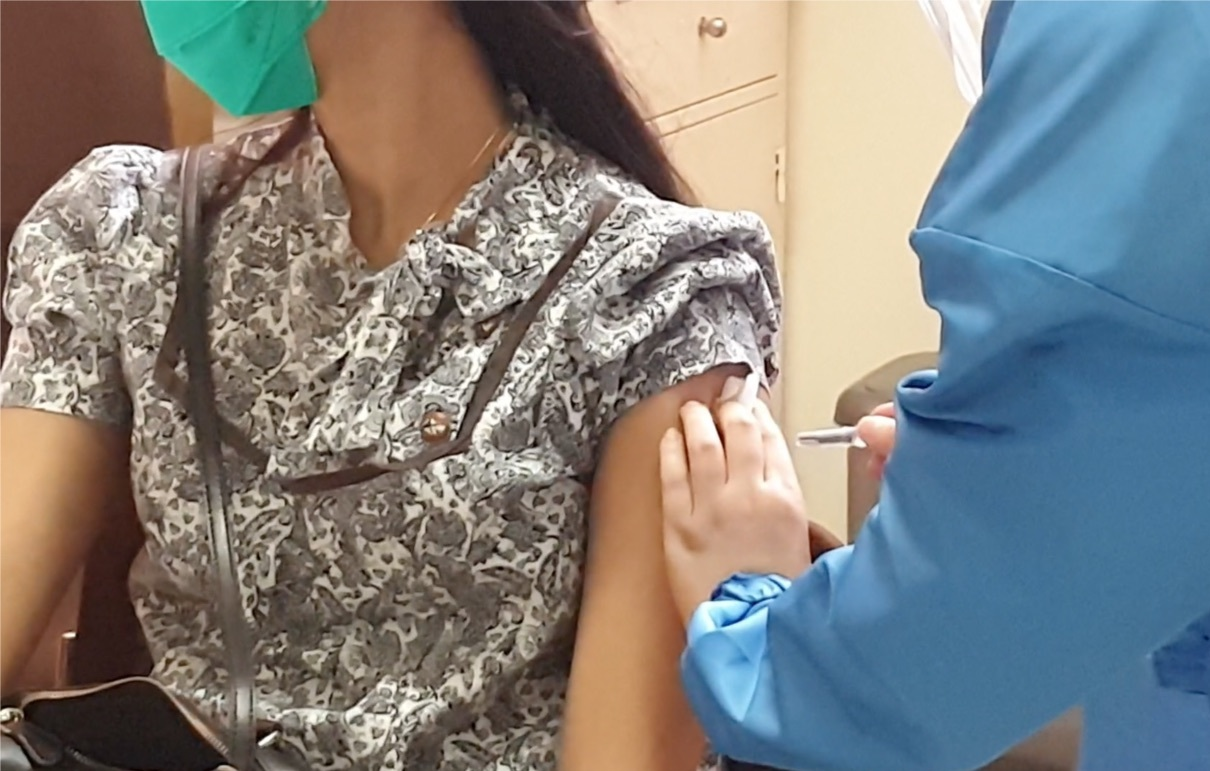
Dobrovolnice dostává injekci CoronaVac během III. fáze klinického hodnocení společnosti Sinovac v Indonésii

V dubnu 2020 zveřejnila WHO „R&D Blueprint (pro) nový koronavirus“ (Blueprint). Návrh zdokumentoval „velkou mezinárodní vícemístnou, individuálně randomizovanou kontrolovanou klinickou studii“, která umožňuje „souběžné hodnocení přínosů a rizik u každé slibné kandidátské vakcíny během 3–6 měsíců od jejího zpřístupnění pro zkoušku“. Návrh uvedl profil globálního cílového produktu (TPP) pro covid-19, v němž shrnul příznivé rysy bezpečných a účinných vakcín do dvou širokých kategorií: „vakcíny pro dlouhodobou ochranu lidí s vyšším rizikem covidu-19, jako jsou zdravotníci“ a další vakcíny, které poskytují rychlou imunitní odpověď pro nová ohniska infekce. Mezinárodní tým TPP byl vytvořen za účelem 1. posoudit vývoj nejslibnějších kandidátských vakcín; 2. zmapovat kandidátské vakcíny a jejich klinická hodnocení po celém světě a průběžně zveřejňovat aktualizovaný "terén" vakcín ve vývoji; 3. rychle vyhodnotit nejslibnější kandidátské vakcíny, než budou testovány na lidech; a 4. navrhnout a koordinovat vícemístnou mezinárodní randomizovanou kontrolovanou studii – studii "Solidarity“ pro vakcíny. To by umožnilo souběžné hodnocení přínosů a rizik různých kandidátů na vakcínu v rámci klinických studií v zemích, kde je vysoká míra onemocnění covidem-19, a rychlou interpretaci a sdílení výsledků po celém světě. Vakcinační koalice WHO bude rozhodovat, které vakcíny přednostně vstoupí do fáze II a III klinických hodnocení, a stanoví jednotný protokol fáze III pro všechny vakcíny, které dosáhly této stěžejní etapy klinického hodnocení.
Studie fáze I testují především bezpečnost a předběžné dávkování u několika desítek zdravých jedinců, zatímco studie fáze II – po úspěšné fázi I – hodnotí imunogenicitu, výšku dávek (účinnost se stanovuje na základě biomarkerů) a nežádoucí účinky kandidátní vakcíny, typicky u stovek lidí. Studie fáze I–II předběžně vyhodnocuje bezpečnost a imunogenicitu, obvykle je randomizovaná, placebem kontrolovaná, a zaměřuje se na přesnější stanovení účinných dávek. Studie fáze III obvykle zahrnují více účastníků na více místech, mají kontrolní skupinu a testují účinnost vakcíny v prevenci onemocnění ("intervenční" nebo "klíčová" studie), přičemž se sledují nežádoucí účinky při optimální dávce. Definice bezpečnosti vakcíny, účinnosti a dílčích cílů fáze III se může lišit u studií různých společností; mají například rozdílně určené stupně vedlejších účinků, infekce nebo výše přenosu a toho, zda vakcína zabraňuje středně těžké, nebo těžké infekci covidu-19. Intervenční studie fáze III společnosti AstraZeneca začala 28. srpna 2020 a skončila 5. března 2021.

### Nábor účastníků
Vývojáři vakcín musí investovat v mnoha zemích, aby našli dostatek účastníků pro fáze II–III klinického hodnocení; virus se ukázal jako „pohyblivý cíl“ měnící rychlost přenosu v různých zemích i v rámci nich, což nutí společnosti soutěžit o účastníky studií. Například v červnu čínský vývojář vakcín Sinovac vytvořil aliance v Malajsii, Kanadě, Spojeném království a Brazílii v rámci svých plánů získat účastníky a vyrobit dostatečné množství dávek vakcín pro možnou fázi III v Brazílii, kde se přenos covidu-19 v červnu zrychloval. Vzhledem k tomu, že se pandemie covidu-19 v Číně stala více izolovanou a podařilo se ji dostat pod kontrolu, hledali čínští vývojáři vakcín mezinárodní spolupráci, aby mohli provádět pokročilé studie na lidech v několika zemích. Tím vytvořili – pokud jde o účastníky zkoušek – konkurenci jiným výrobcům a mezinárodní studii Solidarity organizované WHO.  Kromě soutěže o nábor účastníků mohou organizátoři klinických studií narazit na lidi, kteří váhají ohledně očkování nebo nevěří technologii vakcín a zpochybňují jejich účinnost.
Další překážku pro klinické studie znamená nedostatečný počet kvalifikovaných členů týmu pro podávání očkování; studie musí překonávat různá rizika selhání, jako je nábor účastníků ve venkovských regionech nebo geografických oblastech s nízkou hustotou osídlení a rozdíly ve věku, rase, etnickém původu nebo skrytých zdravotních potížích.
Vstupní kritéria pro studii fáze III společnosti AstraZeneca zahrnovala: věk 18 až 130 let, všechna pohlaví a zdraví dobrovolníci. Kritériem pro zařazení bylo zvýšené riziko infekce SARS-CoV-2 a stav z lékařského hlediska stabilní. Vylučovací kritéria zahrnovala: 1. potvrzený nebo suspektní imunosupresivní nebo imunodeficientní stav, 2. významné onemocnění, porucha nebo nález a 3. předchozí nebo souběžná vakcína proti covidu-19.

### Adaptivní design pro zkoušku Solidarity
Rozvržení probíhající klinické studie může být v jejím průběhu pozměněno jako „adaptivní design“, pokud nashromážděné údaje poskytnou časný vhled do toho, zda je účinnost léčby pozitivní nebo negativní. Zkouška Solidarity WHO s více vakcínami v klinických studiích v průběhu roku 2020 použije adaptivní design k rychlé změně parametrů testování na všech studijních centrech, jakmile se objeví výsledky. Kandidátské vakcíny mohou být přidány do studie Solidarity, jakmile budou dostupné, pokud splní kritéria upřednostnění, zatímco vakcíny vykazující slabé důkazy o bezpečnosti nebo účinnosti ve srovnání s placebem nebo jinými vakcínami budou z mezinárodní studie vyřazeny.
Adaptivní design v rámci probíhající fáze II–III s kandidátskými vakcínami může zkrátit dobu trvání zkoušek a snížit počet účastníků, což urychlí rozhodnutí o předčasném ukončení nebo úspěchu, zabrání zdvojení výzkumného úsilí a zlepší koordinaci změn designu pro zkoušku Solidarity v jejích mezinárodních lokalitách.

### Navrhované výzvové studie
Výzvové studie jsou typem klinického hodnocení, kdy je testovaný jedinec záměrně vystaven testovacím podmínkám; tento přístup může významně urychlit vývoj vakcíny. Výzvové studie u lidí mohou být eticky kontroverzní, protože vystavují testovaného jedince nebezpečí, které může převýšit potenciální vedlejší účinky testované látky. Výzvové studie byly použity pro nemoci méně smrtelné než infekce covidu-19, například pro běžnou chřipku, břišní tyfus, choleru a malárii. Světová zdravotnická organizace vypracovala pokyny a kritéria pro provádění výzvových studií s covidem-19 u zdravých lidí, včetně vědeckého a etického hodnocení, veřejné konzultace a koordinace, výběru a informovaného souhlasu účastníků a monitorování nezávislými odborníky. Počínaje lednem 2021 budou desítky mladých dospělých dobrovolníků záměrně infikovány covidem-19 v rámci výzvového testu prováděného v londýnské nemocnici pod správou britské vládní pracovní skupiny pro vakcíny proti covidu-19. Jakmile bude určena infekční dávka covidu-19, dojde k testování dvou nebo více kandidátských vakcín proti covidu-19 na účinnost v prevenci infekce.

## Oprávnění a licence
Na začátku pandemie covidu-19 v roce 2020 vydala WHO seznam nových vakcín pro nouzové použití, proces odvozený od epidemie eboly v letech 2013–16. Vyžaduje se, aby kandidátní vakcína vyvinutá pro situaci ohrožující život byla vyrobena s použitím GMP a aby vývoj dokončila v souladu s předkvalifikačními postupy WHO.
I když jsou během pandemie covidu-19 vyvíjeny nové vakcíny, licencování kandidátů na vakcínu proti covidu-19 vyžaduje předložení úplné dokumentace s informacemi o vývoji a kvalitě výroby. Ve Spojeném království a EU mohou společnosti používat „proces průběžného hodnocení“, takže poskytují data v průběhu studií fáze III, jakmile jsou k dispozici, namísto vytváření úplné dokumentace v průběhu měsíců nebo let na konci klinického výzkumu, jak je to běžné. Tento průběžný proces umožňuje britské regulační agentuře (MHRA) a Evropskému výboru pro humánní léčivé přípravky vyhodnocovat klinická data v reálném čase, díky čemuž může být slibný kandidát na vakcínu schválen v krátkém časovém horizontu jak britským MHRA, tak Evropskou lékovou agenturou (EMA). Proces průběžného hodnocení kandidátské vakcíny Moderna byl zahájen v říjnu organizacemi Health Canada a EMA a v listopadu v Kanadě byl zahájen pro kandidáta Pfizer-BioNTech.

### Časná povolení v Číně a Rusku
Dne 24. června 2020 schválila Čína vakcínu CanSino pro omezené použití v armádě a dvě inaktivované virové vakcíny pro nouzové použití ve vysoce rizikových povoláních. Dne 11. srpna 2020 Rusko oznámilo schválení své vakcíny Sputnik V pro nouzové použití, ačkoli o měsíc později bylo distribuováno pouze malé množství pro použití mimo studii fáze III. V září Spojené arabské emiráty schválily nouzové použití vakcíny Sinopharm BIBP pro zdravotníky a v listopadu následovalo podobné nouzové použití z Bahrajnu.

### První povolení RNA vakcín
Ve Spojených státech je povolení nouzového použití (EUA) „mechanismem k usnadnění dostupnosti a použití lékařských opatření, včetně vakcín, během stavu nouze ve věci veřejného zdraví, jako v případě současné pandemie covidu‑19“. Jakmile FDA vydá povolení nouzového použití, vývojář vakcíny může pokračovat v klinickém hodnocení fáze III ke kompletaci dat o bezpečnosti a účinnosti a následně požádat o schválení licence ve Spojených státech. V polovině roku 2020 vznikly obavy, že pokud FDA udělí povolení nouzového použití vakcíny před tím, než fáze III klinického hodnocení poskytne úplný důkaz, může to potenciálně vést ke snížení norem tváří v tvář politickému tlaku. Dne 8. září 2020 podepsalo devět vůdčích farmaceutických společností zapojených do výzkumu vakcín proti covidu‑19 prohlášení, v němž se zavazují žádat o povolení svých vakcín k nouzovému použití, pouze pokud fáze III prokáže jejich bezpečnost a účinnost.

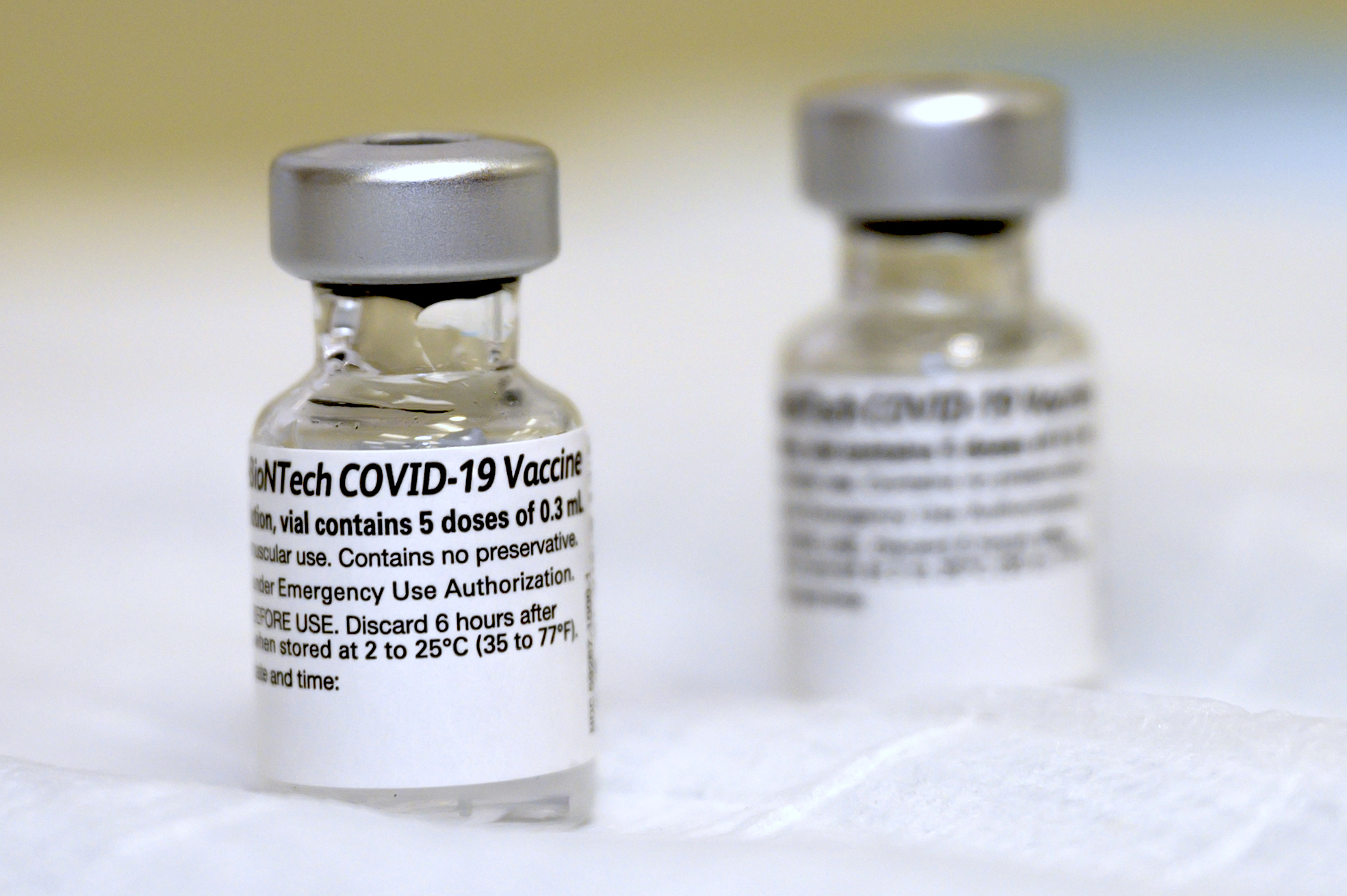
Vakcína Pfizer-BioNtech COVID-19

Partnerská spolupráce Pfizer-BioNTech předložila FDA žádost o povolení nouzového použití mRNA vakcíny BNT162b2 (aktivní látka tozinameran) dne 20. listopadu 2020. Dne 2. prosince 2020 udělila Agentura pro regulaci léčiv a zdravotních produktů (MHRA) Spojeného království dočasné schválení pro vakcínu Pfizer–BioNTech a stala se tak první zemí, která vakcínu schválila, a první zemí v západním světě, která schválila použití vůbec jakékoli vakcíny proti covidu-19. Dne 8. prosince 2020 dostala vakcínu 90letá Margaret Keenan v Univerzitní nemocnici v Coventry, a stala se tak první osobou, o které je známo, že byla očkována mimo klinické studie; tak začal britský očkovací program. Jiné vakcíny však byly už dříve podány v Rusku. Dne 11. prosince 2020 udělil americký Úřad pro kontrolu potravin a léčiv (FDA) povolení k nouzovému použití pro vakcínu Pfizer-BioNTech. Dne 19. prosince 2020 schválila Švýcarská agentura pro terapeutické produkty (Swissmedic) vakcínu Pfizer-BioNTech k běžnému používání, to bylo dva měsíce po obdržení žádosti. Jednalo se o první povolení přísným regulačním úřadem v rámci standardního postupu pro jakoukoli vakcínu proti covidu-19. Dne 23. prosince se jeden 90letý obyvatel Lucernu stal prvním člověkem, který dostal vakcínu v kontinentální Evropě.
K prosinci 2020 mnoho zemí a Evropská unie povolily nebo schválily vakcínu Pfizer–BioNtech COVID-19. Bahrajn a Spojené arabské emiráty udělily nouzovou registraci vakcíně Sinopharm BIBP. Ve Spojeném království dostalo do 16. prosince, během prvního týdne britského očkovacího programu, 138 000 lidí vakcínu Pfizer-BioNtech Comirnaty COVID-19. Dne 18. prosince 2020 udělila FDA povolení pro nouzové použití mRNA-1273 vakcíny Moderna. Výrobci vakcín čekají na úplné schválení názvu svých vakcín.
Moderna požádala FDA o povolení mRNA-1273 pro nouzové použití dne 30. listopadu 2020. FDA udělila povolení pro vakcínu Moderna dne 18. prosince 2020.

### Spojené království
Agentura pro regulaci léčiv a zdravotních produktů Spojeného království (MHRA) schválila vakcínu Oxford/AstraZeneca dne 30. prosince 2020 jako svou druhou vakcínu, která vstoupí na národní trh na základě podmíněného a dočasného povolení.

### Austrálie
V říjnu 2020 australský úřad pro terapeutické zboží (TGA) udělil prozatímní rozhodnutí společnosti AstraZeneca Pty Ltd týkající se její vakcín proti covidu-19, ChAdOx1-S [rekombinantní] a společnosti Pfizer Australia Pty Ltd povolení týkající se vakcíny BNT162b2 [mRNA]. Vakcíně Ad26. COV2. S společnosti Janssen Cilag Pty Ltd bylo uděleno prozatímní rozhodnutí v listopadu 2020.
Dne 24. ledna 2021 udělil TGA prozatímní souhlas společnosti Pfizer Australia Pty Ltd pro Comirnaty.
Dne 24. června 2021 udělil TGA prozatímní rozhodnutí společnosti Moderna Australia Pty Ltd pro elasomeran.

### Evropská unie
V říjnu 2020 zahájil Výbor pro humánní léčivé přípravky (CHMP) Evropské lékové agentury (EMA) „průběžné kontroly“ vakcín známých jako COVID-19 Vaccine AstraZeneca (ChAdOx1-SARS-CoV-2) a Pfizer- BioNtech vakcína COVID-19 (BNT162b2). Agentura EMA vydala aktualizaci průběžného přezkoumávání vakcíny proti covidu-19 AstraZeneca v prosinci 2020 poté, co Spojené království udělilo dočasné povolení k dodávkám vakcíny.
V listopadu 2020 EMA zveřejnila plán monitorování bezpečnosti a pokyny ohledně plánovaného řízení rizik (RMP) pro vakcíny proti covidu-19. Plán nastiňuje, jak budou shromažďovány a neprodleně přezkoumávány nové informace, které se objeví po povolení a přijetí vakcín proti covidu-19 v pandemické situaci. Všechny RMP pro vakcíny proti covidu-19 budou zveřejněny na webových stránkách EMA. EMA zveřejnila pokyny pro vývojáře potenciálních vakcín proti covidu-19 ohledně klinických důkazů, které je třeba zahrnout do žádostí o registraci.
V listopadu 2020 zahájil výbor CHMP průběžné přezkoumávání vakcíny Moderna proti covidu-19 známé jako mRNA-1273.
V prosinci 2020 obdržela EMA žádost o podmíněnou registraci (CMA) pro mRNA vakcíny BNT162b2 a mRNA1273 (Moderna). Posouzení vakcín bude probíhat ve zkrácených termínech s možností vydání stanovisek během týdnů.
V prosinci 2020 zahájil výbor CHMP průběžné přezkoumávání Ad26. COV2. vakcíny S proti covidu-19 od společnosti Janssen-Cilag International NV.
Dne 21. prosince 2020 doporučil výbor CHMP udělení podmíněné registrace pro vakcínu Pfizer-BioNtech COVID-19, Comirnaty (aktivní látka tozinameran), vyvinutou společnostmi BioNTech a Pfizer. Tentýž den doporučení přijala Evropská komise.
Dne 6. ledna 2021 doporučil CHMP udělení podmíněné registrace pro vakcínu Moderna a doporučení bylo tentýž den přijato Evropskou komisí.
V lednu 2021 obdržela EMA žádost o podmíněnou registraci (CMA) pro vakcínu proti covidu-19 s názvem jako COVID-19 Vaccine AstraZeneca vyvinutou společnostmi AstraZeneca a Oxford University. Dne 29. ledna 2021 doporučil výbor CHMP udělení podmíněné registrace a doporučení bylo téhož dne přijato Evropskou komisí.
V únoru 2021 zahájil výbor CHMP průběžnou kontrolu vakcíny NVX-CoV2373, kterou vyvinul Novavax CZ AS (dceřiná společnost Novavax, Inc.) a průběžnou kontrolu CVnCoV vakcíny společnosti CureVac AG.
V únoru 2021 EMA oznámila, že pracuje na pokynech, které se budou týkat variant virů.
V únoru 2021 obdržela EMA žádost o podmíněnou registraci (CMA) pro vakcínu Janssen proti covidu-19 vyvinutou společností Janssen-Cilag International NV. EMA dne 11. března 2021 doporučila udělení podmíněné registrace pro tuto vakcínu. Téhož dne byla přijata Evropskou komisí.

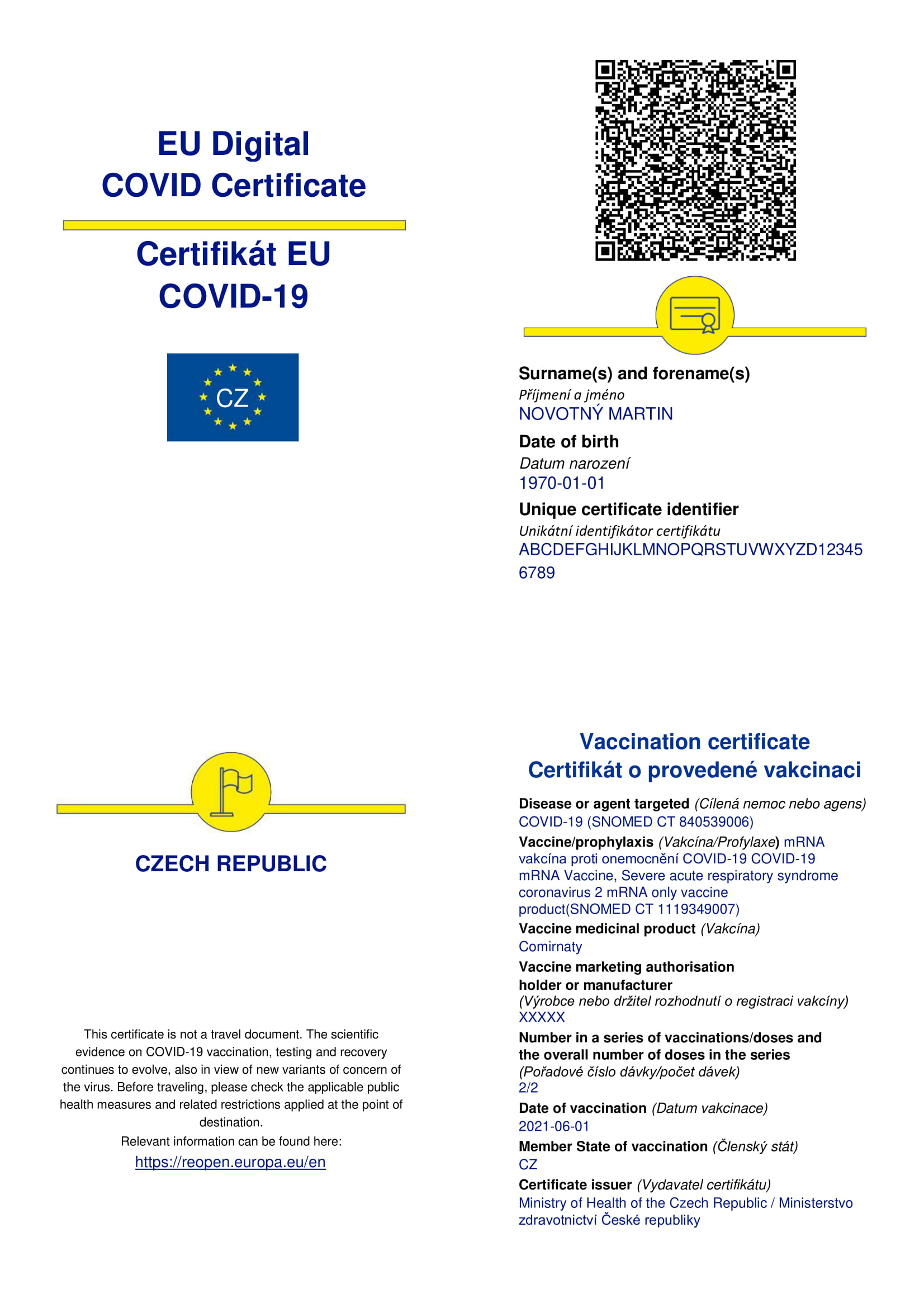
Digitální certifikát EU COVID (vydávající země: Česká republika)

V březnu 2021 zahájil výbor CHMP průběžnou kontrolu Sputniku V (Gam-COVID-Vac). Žadatelem z EU je R-Pharm Germany GmbH.
V květnu 2021 začala CMMP vyhodnocovat používání Comirnaty pro mladé lidi ve věku 12 až 15 let a zahájila průběžnou kontrolu vakcíny Sinovac proti covidu-19. Žadatelem EU o Sinovac je Life'On S.r.l.